# Arxiu Comarcal de la Conca de Barberà
L'Arxiu Comarcal de la Conca de Barberà (ACCB) conserva el fons documental de la Conca de Barberà. Per tant, s'encarrega de la conservació de la documentació històrica produïda a la comarca, i de la documentació municipal de l'ajuntament de Montblanc. L'Arxiu Comarcal de la Conca de Barberà (ACCB) està situat a l'edifici de l'antic Hospital de Santa Magdalena de Montblanc, un dels edificis més emblemàtics de Montblanc (segle xiv-XVI). Disposa d'una àmplia sala de consulta, amb dotze punts de lectura, quatre dipòsits, espais per al tractament de la documentació i sala de conferències. A més, l'edifici també compta amb l'antiga capella de l'Hospital, reconvertida convenientment en una esplèndida sala d'actes polivalent. Està situat al número 12 del Raval de Santa Anna, a Montblanc.

## Història

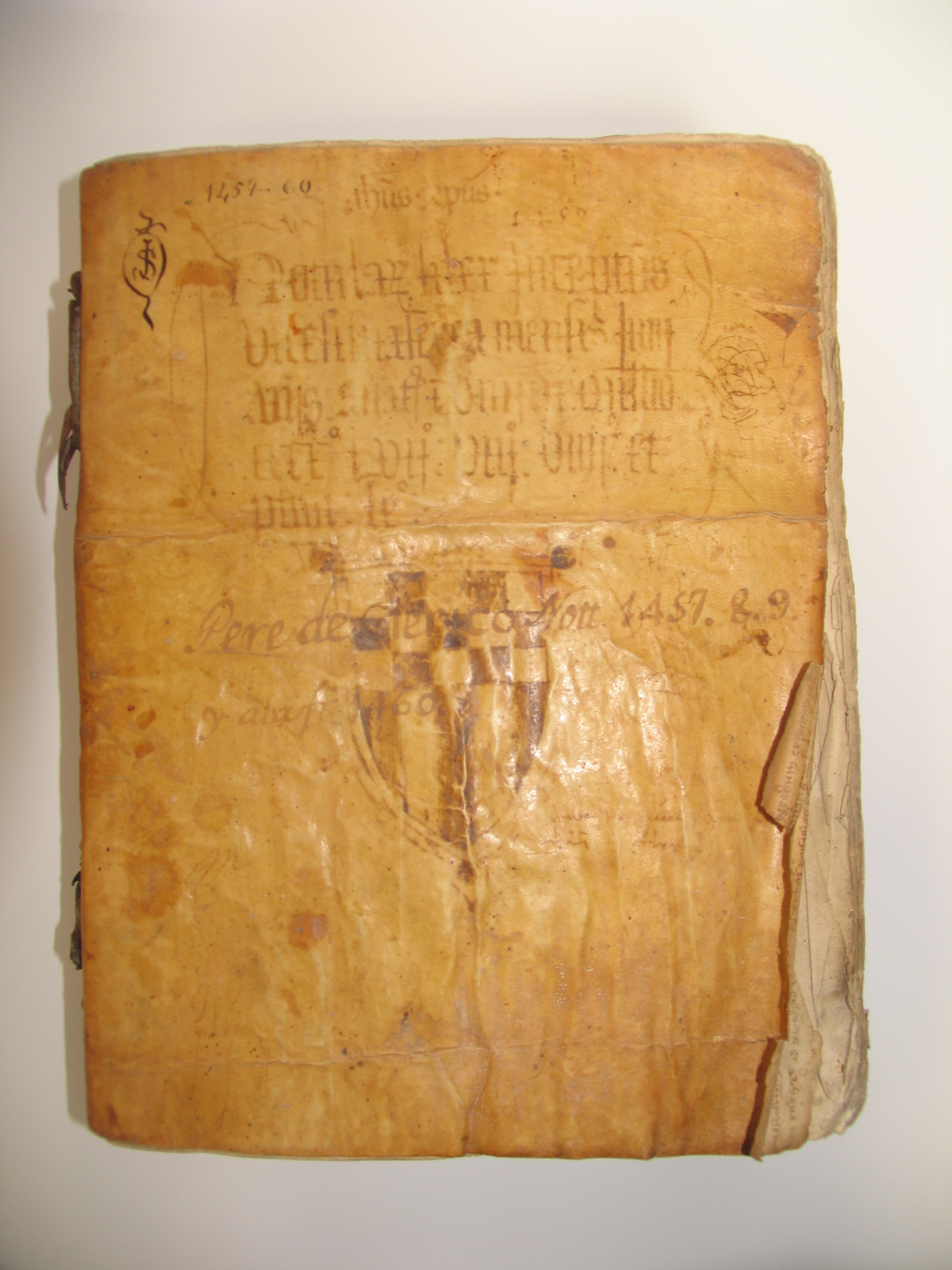
Portada del "Liber comunis" del notari Pere de Clergue (s. XV)

L'Arxiu Comarcal de la Conca de Barberà (ACCB), integrat a la Xarxa d'Arxius Comarcals de la Generalitat de Catalunya, es va crear el 30 de juliol de 1982 amb la signatura d'un conveni entre el Departament de Cultura de la Generalitat de Catalunya i l'Ajuntament de Montblanc i fou inaugurat el dia 8 de setembre de 1982. Posteriorment, el 1990, la seva gestió va ser traspassada al Consell Comarcal de la Conca de Barberà.
El primer antecedent del que actualment és l'arxiu fou construït entre el s.XIV-XVI, el 1642, durant la revolta dels segadors, i els seus arxius van ser cremats. El 1853 l'edifici fou adquirit per germanes Carmelites, i l'edifici va adquirir també la funció de centre escolar femení. Abandonat el 1927 pel mal estat de conservació de l'edifici, el seu ús fins a la conversió en arxiu fou molt divers. El 1934 s'hi allotjà un consultori mèdic gratuït per a obrers i necessitats; el 1952, durant 4 anys, l'Escola de Treball o Escola d'Arts i Oficis; i entre 1962 i 1965 una fàbrica tèxtil. Posteriorment, també s'utilitza com a magatzem i com a centre de reunió de diferents entitats. Finalment, a la dècada dels 80 es van iniciar les obres de rehabilitació, i el 1982 s'inaugura l'arxiu. L'arxiu ocupa el primer pis del claustre, mentre que a la planta baixa s'hi ubica el centre de recursos pedagògics de la Conca de Barberà, i en la tercera s'hi troba el dipòsit.

## Alguns documents

### Llibre d'actes de l'Ajuntament de Montblanc
El llibre d'actes comprèn el període que va del 9 de maig de 1936 al 5 de juny de 1937. De l'època de la Guerra Civil, la documentació existent en el fons de l'Ajuntament de Montblanc és bastant minsa. Aquest llibre no es trobava en la documentació del fons de l'Ajuntament, sinó que va anar a parar a la presó Model de Barcelona i el mes d'octubre de 2004 va ser retornat pels seus responsables al consistori montblanquí.

### Llibre de valies de Vimbodí i Poblet

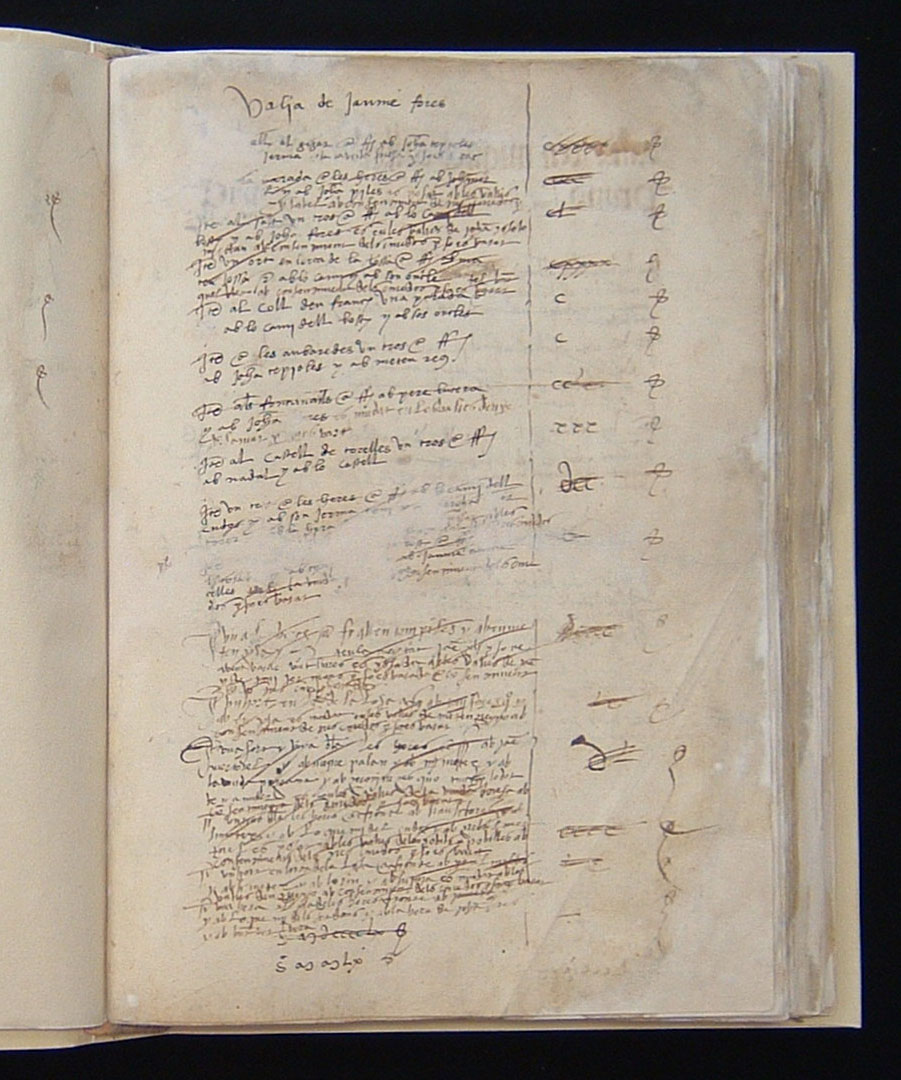
Llibre de valies de Vimbodí i Poblet (1506) actualment a l'Arxiu Comarcal de la Conca de Barberà.

Aquest llibre de valies de 1506 es trobava a les dependències municipals de Vimbodí i Poblet en un molt mal estat de conservació. Amb l'ingrés del seu fons documental a l'Arxiu Comarcal, i amb el concurs de la Subdirecció General d'Arxius i Gestió Documental, es va procedir a la seva necessària restauració.

### Carta d'indulgències al monestir de la Serra

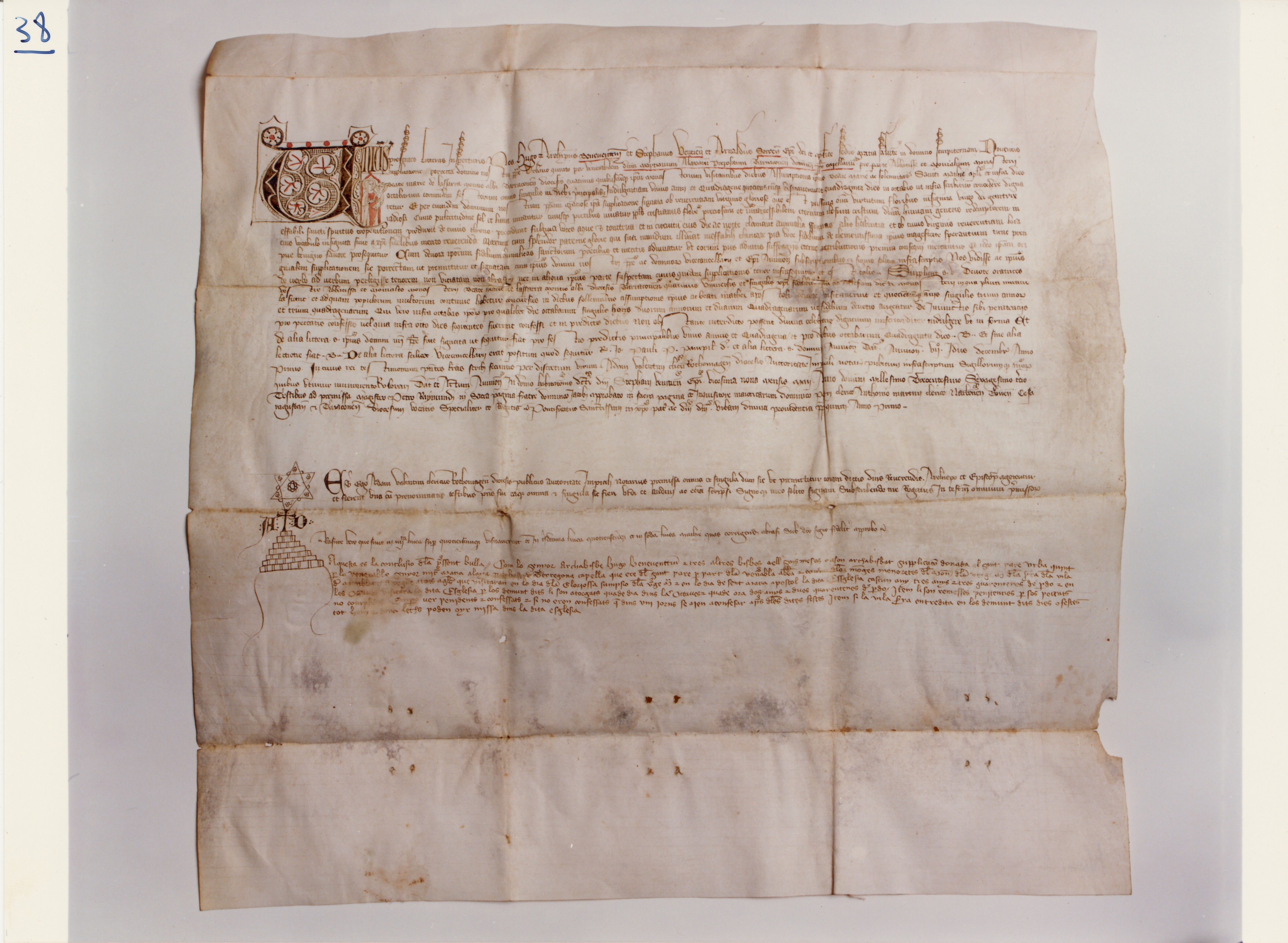
La carta d'indulgències concedides al monestir de la Serra és un pergamí del 1363.

Aquest pergamí de 1363, bellament il·lustrat amb una caplletra amb la patrona de Montblanc, la Mare de Déu de la Serra, va ser redactat a Avinyó el 29 de maig de 1363. És una carta d'indulgències concedida pels bisbes Hug, Esteve i Arnau, de la cúria d'Avinyó, al convent i monestir de Santa Maria de la Serra de Motnblanc. Ismael Balanyà va salvar diversos documents i altres manuscrits del monestir i de Montblanc de la crema del juliol de 1936.

### Liber comunis del notari Pere de Clergue
La documentació notarial, juntament amb la municipal, esdevé una font del tot important per a la recerca històrica de tipus local i comarcal. A l'Arxiu Comarcal de la Conca de Barberà disposem dels fons de l'antic districte notarial de Montblanc, amb la documentació produïda per les notaries de Montblanc, l'Espluga de Francolí, Sarral i Santa Coloma de Queralt. Els protocols d'aquesta última població s'inicien el 1276. La portada que se'n conserva és del segle xv.

## Fons
Atesa la seva condició d'Arxiu Comarcal té la responsabilitat de salvaguardar, conservar, gestionar, tutelar i assegurar l'accessibilitat i la difusió del patrimoni documental de la comarca produït per les diverses institucions i organismes públics de la Conca de Barberà, atès el que disposa la Llei 10/2001, d'arxius i documents. D'altra banda, mitjançant la signatura de diferents convenis, també s'han incorporat els fons de persones, d'entitats privades i d'associacions.
Destaquen els fons de l'Administració Local (amb 16 fons d'ajuntaments), els notarials (que s'inicien el 1276), els de les cambres agràries, els d'associacions (Associació Medieval de la Llegenda de Sant Jordi de Montblanc, Associació Revista Llum de Barberà de la Conca, Casal Montblanquí, Ràdio Montblanc, etc.), els personals (dels fotògrafs Anton Moix i Vicenç Baldrich) i les col·leccions (de cartells, de fotografies, de manuscrits, de pergamins i, sobretot, les de cinema amateur i les d'Ismael Balanyà i Moix i d'Anton Roselló i Sans).
Inicialment, l'arxiu només tenia la custòdia dels fons documentals de l'Arxiu Històric Municipal de Montblanc, i dels protocols notarials produïts per diverses notaries de la Conca de Barberà, i alguns fons de particulars. Des de 1985, però, s'inicia l'adquisició de la documentació històrica i també oficial de la comarca, adiquirint el caràcter d'arxiu comarcal. Cronològicament, la documentació va del 1319 fins a l'actualitat. El gruix, però pertany als S.XIX-XX, i en menor mesura als S.XVI-XVIII.
Cal destacar que la documentació històrica del municipi de Montblanc pateix algunes carències, car alguna documentació ha desaparegut, es troba escampada en diferents arxius o bé està en possessió de particulars. L'espoli per particulars fou especialment destacat durant el franquisme, per l'abandó de l'arxiu. Així per exemple, la descoberta d'alguns inventaris ha permès saber de la desaparició, en els anys posteriors a 1945, de molta documentació produïda durant la Guerra Civil espanyola, ja fos per espoli o per destrucció. Amb tot, l'AHCM ha aconseguit el retorn de documentació que es trobava en altres arxius, com fou el cas dels protocols notarials anteriors al s.XIX, ubicats fins als 80, a l'Arxiu Històric de Tarragona. D'altra banda la documentació municipal també ha patit les conseqüències de la destrucció durant la revolta dels Segadors, quan fou cremada, i durant la Guerra del Francès.